# (16358) Plesetsk
(16358) Plesetsk est un astéroïde de la ceinture principale.

## Description
(16358) Plesetsk est un astéroïde de la ceinture principale. Il fut découvert le 20 décembre 1976 à Naoutchnyï par Nikolaï Tchernykh. Il présente une orbite caractérisée par un demi-grand axe de 2,70 UA, une excentricité de 0,19 et une inclinaison de 13,5° par rapport à l'écliptique.

## Compléments